# 被災地支援競走
被災地支援競走（ひさいちしえんきょうそう）とは、公営競技の主催者が大規模災害からの復興を支援するため、売上金などの一部を被災地の復興財源に充てることを目的とする開催の総称である。

## 概要
1995年の阪神・淡路大震災や2011年の東日本大震災など、日本の歴史上に残る災害の復興を支援する主旨により開催される競走で、各主催者が収益を日本赤十字社や被災自治体などの関係機関に寄付する場合や、被災自治体が自ら主催し収益を全て復興財源に充てることを宣言して開催する場合などがある。
なお開催の名称については、各公営競技および支援の対象とする災害の名称に基づくことから、様々な名称がつけられている。

## 阪神・淡路大震災

### 中央競馬
- 1995年1月17日発生の兵庫県南部地震（阪神・淡路大震災）直後、1月21日・1月22日の京都競馬場の開催が中止（中山競馬場は通常開催）となり、また、阪神競馬場も震災の被害を受けたため、2月-4月・5月-6月、および9月に予定していた開催を断念（5-6月のみ中京競馬場、他京都競馬場に代替）となった。改修工事を終え、12月2日からの第1回阪神競馬から再開された。
- この中止となった京都競馬場の「平成7年度第1回」開催の2日分を「震災復興支援競走」とするための農林水産省の省令改正が行われ、同6月3日・6月4日の開催をその中止となった2日分の代替開催に振り分け、この週行われた東京競馬場・中京競馬場の開催を含めた3競馬場の開催を「阪神・淡路大震災復興支援競走」として開催。これに沿って、当初6月4日に予定された「阪急杯」を3日に、また次週・6月11日開催予定の「宝塚記念」をあくる4日にそれぞれ前倒しにする形で日程を編成した。

### 地方競馬
- 園田競馬場、姫路競馬場 - 3月末日まで開催中止。4月4日の園田から再開された。

### 競輪
- 西宮競輪場、甲子園競輪場 - 3月末日まで開催中止。西宮は4月2日に、甲子園は19日に本場開催が再開された。
- 3月開催の特別競輪（現在のGI）・第48回日本選手権競輪（松戸競輪場）のサブタイトルに「震災復興支援」が付いた。以降も、翌年の第49回日本選手権競輪（千葉競輪場）までのビックレースには同様のサブタイトルが付けられた。
- 5月13日、「兵庫県南部地震災害復興競輪」（後の全日本プロ選手権自転車競技大会記念競輪）を名古屋競輪場で開催。
- 3月に開催予定であった西宮記念が中止となったため、1996年2月に代替開催として、同場にて「震災復興特別競輪」が行なわれた。
- 年末のKEIRINグランプリの前座戦として、復興支援競輪の趣旨で、ヤンググランプリが単発の特別競走として行われた。なお、ヤンググランプリはその後2001年から毎年KEIRINグランプリシリーズの一つとして行われている[1]が、これはかつて行われていた特別競輪・浜田賞・全日本競輪新人王決定戦に代わる位置づけとして行われており、1995年の大会とは直接の関連はない。

### 競艇
- 尼崎競艇場 - 3月末日まで開催中止。また、1月の新鋭王座決定戦（丸亀競艇場）と3月の総理大臣杯競走（平和島競艇場）の場外発売も中止となった[注釈 1]。なお、本場開催は4月4日に再開された。
- びわこ競艇場と住之江競艇場も一部の開催を中止した。また、両場共に新鋭王座決定戦の場外発売も中止となった。

### オートレース
- 1995年及び1996年の各10月、川口オートレース場で、「阪神・淡路大震災復興協賛レース」を開催。

## 東日本大震災
2011年3月11日に発生した東北地方太平洋沖地震（東日本大震災）は、東北地方を中心とした近代日本史上に残る大自然災害となり、国民的な感情を考慮し公営競技は相次いで中止が発表される。その後、予定通り再開されたところから段階を追って「被災地支援競走」として開催された。

### 中央競馬
- 福島競馬場と中山競馬場が被災。3月12日と3月13日の中山競馬場・阪神競馬場・小倉競馬場の全開催を中止。その後3月19日から再開されたが、東日本地区の開催は4月17日まで予定された中山と4月9日-4月24日の福島競馬場の開催が中止された。
  - その後、日程補填のため、3月27日で一旦終了予定だった小倉競馬を4月17日まで追加開催。新潟競馬場についても当初の4月30日開幕を1週繰り上げて4月23日開始にしたうえで、6月12日まで追加開催を実施。更に福島競馬の夏季開催は中山競馬に、秋季開催は新潟競馬に代替となり、2011年の福島競馬の開催は全て中止となっている。
  - 2012年4月7日の福島競馬再開をもって中央競馬は全場復旧した。
- 2011年3月19日-3月27日（3月21日の阪神と3月26日・3月27日の小倉は追加開催で中山は中止）に行われた競走を「被災地支援競馬」として開催し、この期間中の馬券・チャリティーオークションの売り上げ、日本騎手クラブ、日本調教師会、日本馬主協会連合会がそれぞれの騎乗・出走回数に応じた金額[注釈 2]、および3月19-21日「フリーパスの日」の入場者数に入場料（通常200円<小倉100円>）を乗じた相当金額を義援金として拠出。
- また、3月27日の高松宮記念当日の最終競走である毎日杯を当初予定した「JRAプレミアムレース」[注釈 3]としての開催を見合わせ、プレミアムで配当金に乗じる予定だった全馬券売り上げ5%相当額を義援金として拠出した。この試みはその後6月26日の宝塚記念当日まで、当初予定していた「JRAプレミアムレース」相当レースを変更する形で継続し、予定されていたプレミアムレースの題名も変更して開催された。
  - なお東京電力・福島第一原子力発電所での事故など、東日本大震災による東北電力・東京電力管内の電力不足と省エネ・節電を考慮する形で、薄暮競走（準薄暮含む）が2011年度5月以降は見合わせとなったため、これに付随して東京優駿（5月29日）と安田記念（6月5日）当日の最終競走に「JRAプレミアムレース→被災地支援競走」として予定されていた重賞競走（前者・目黒記念、後者・ユニコーンステークス）もそれぞれ前日に当たる5月28日・6月4日に繰り上げとなったため、この2日間の最終競走は重賞ではない別の被災地支援競走が充てられた[注釈 4]。
- 4月24日より毎週日曜限定・かつ、インターネットを活用した電話投票限定サービスとして始めた「WIN5」でも、払戻金・国庫納付金を差し引いた売り上げ全額を被災地への義援金とすることが決定。又、この日に行なわれた皐月賞は中山の被災に伴い東京開催となった。史上初の京都開催も考えられたが結果的に23年振りの東京開催の形で結果を見た。

### 地方競馬
- 盛岡競馬場、水沢競馬場、船橋競馬場などが被災。南関東公営競馬が3月11日の大井競馬場の開催途中打ち切り以後4月12日の川崎競馬場の開催再開まで中止、岩手県競馬組合も4月に予定していた水沢競馬場からの開催を中止（5月に盛岡競馬場で開始）。
  - 2011年12月10日の水沢競馬再開をもって地方競馬は全場復旧した。

各地方競馬主催者が精力的に復興支援活動を実施した。
- 帯広市（ばんえい競走）

3月13日からばんえい十勝の開催日に、帯広競馬場のほか道内の直営場外発売所にて募金箱を設置し、来場者から募金を受付。また、騎手会においても、帯広駅・藤丸百貨店で募金活動を実施。
- 兵庫県競馬組合（園田・姫路競馬）

3月15日より実施する第25回開催・第26回開催および平成23年度第1回〜第3回開催について、「東日本大震災被災地支援シリーズ」とし、売得金から各開催100万円ずつ（計500万円）を義援金として寄付。また園田競馬場にてで来場者からの義援金受付、お笑いコンビ「ますだおかだ」の増田さんがチャリティーイベントなどを行った。
- 岐阜県地方競馬組合（笠松競馬）

3月15日の第1競走を「東北関東大震災復興支援競走」として協賛競走を実施したほか、第21回開催の収益金の一部を復興支援金として寄付。また3月15日〜3月18日の開催中、笠松競馬場（案内所および整理本部）・シアター恵那において来場者からの義援金の受付、復興支援ラブミーチャングッズチャリティーオークションなどを実施した。
- 佐賀県競馬組合（佐賀競馬）

佐賀競馬開催日および場外発売日に、佐賀競馬場のほか佐賀場外、ドリーム中津、宮崎田野場外発売所にて募金箱を設置し、来場者から募金を受付。3月19日〜3月21日実施の第21回佐賀競馬後半3日間の各日第5競走を「東日本大震災復興支援競走」として実施し、当該競走収益金の全額を復興支援金として寄付。
- 北海道、北海道競種馬振興公社（ホッカイドウ競馬）

場外発売日に、門別競馬場のほか道内の場外発売所にて義援箱を設置し、来場者から義援金を受付。
- 石川県競馬事業局、金沢市（金沢競馬）

3月15日から、金沢競馬場に募金箱を設置し、来場者から災害義援金を受付。
- 荒尾競馬組合（荒尾競馬）

3月17日から実施の第17回荒尾競馬の各日第5競走を「東日本大震災復興支援競走」として実施し、当該競走収益金の全額を復興支援金として寄付。また荒尾競馬場において来場者からの義援金の受付。
- 福山市（福山競馬）

福山競馬開催日に、福山競馬場のほかシャトル神辺、シャトル柳津に義援金箱を設置し、来場者から災害義援金を受付。
- 愛知県競馬組合（名古屋競馬）

3月21日および3月28日の第9競走を「東北地方太平洋沖地震復興支援競走」として復興支援競走を実施したほか、第27回開催、第28回開催の収益金から各開催100万円ずつ（計200万円）を復興支援金として寄付。また第27回〜第28回開催中、騎手が喪章を付け騎乗するほか、3月21日〜3月24日の最終レース終了後に名古屋競馬場入場門において関係者が募金呼びかけの実施。
- 高知県競馬組合（高知競馬）

2010度第19回開催、2011年度第1回開催、第2回開催の収益金から各開催ごとに50万円を復興支援金として寄付。また高知競馬場および各場外（パルス高知・パルス宿毛・パルス藍住）に義援箱を設置し、来場者からの義援金の受付。
- 特別区競馬組合（大井競馬）

4月3日、大井競馬場にて「被災地復興チャリティーイベント 〜今、私達にできること!〜」を実施。
- 全国の地方競馬所属騎手により組織されている全日本騎手連盟が、義援金として200万円を日本赤十字社に寄付。
- 大井競馬所属騎手により組織されている東京都騎手会が、東京都の公営競技選手（競輪・競艇）と連携して都内で募金活動を実施。
- 船橋競馬所属騎手・調教師により組織されている千葉県騎手会・調教師会が、街頭募金活動を実施。
- 名古屋けいば・笠松けいば所属騎手が、街頭募金活動を実施。
- 地方競馬共同場外発売所「BAOO」を運営する株式会社日本レーシングサービスが、収益金の一部を義援金として寄付するほか、「BAOO」6場（高崎・三刀屋・宇部・東広島・鳥取岩美・天文館）において来場者から義援金を受け付け。
- 船橋の競馬関係3団体（千葉県馬主会・千葉県調教師会・千葉県騎手会）が連名で350万円を中央共同募金会に寄付。
- 地方競馬総合情報サイト「オッズパーク」（運営：オッズ・パーク株式会社）において、発売した投票券の販売手数料から被災者への支援措置。
- 「楽天競馬」（運営：競馬モール株式会社）で、3月12日〜3月31日の期間に楽天競馬の投票サービスによる購入金額の1%相当額を、4月1日〜4月30日の期間は楽天競馬の投票サービスによる購入金額の0.5%相当額をそれぞれ義援金として積み立て。

### 競輪
- いわき平競輪場、宇都宮競輪場、取手競輪場などが被災。3月12日以降、3月31日まで全場開催中止。
  - 被害を受けた場のうち、取手競輪場は被害の復旧と共に場内施設改装を平行して行ったため再開まで時間がかかっていたが、2012年10月22日の再開をもって全ての公営競技場が復旧した。
  - 直接の被害は受けていないが、大津びわこ競輪場は予てから売上不振により3月11日から3月13日の開催をもって廃止することが決まっており、当日はその開催初日であった。だが、翌日以降は開催打ち切りとなったことで、3月11日が大津びわこ競輪場の開催最終日となりお別れセレモニー等もなくそのまま廃止された。
- 2011年4月1日以後に開催される開催より、「東日本大震災被災地支援競輪」というテーマを付けて開催し、売上金の一部を義援金として拠出。そのため2011年度は選手の獲得賞金額も大幅に減額された。
- 2013年3月9日、被災地であるいわき平競輪場でチャリーズ杯を開催。以後、チャリーズ杯は年に3回程度開催される見通しとなっていたが、2014年2月以降は行われていない[3]。

### ボートレース
- ボートレース桐生が被災。3月13日以降、3月31日まで全場開催中止。
  - 2011年5月より全場再開。
- 3月にボートレース戸田で開催される予定だった総理大臣杯競走が福島第一原発事故による電力不足により8月に延期し「SG東日本復興支援競走」として開催した。SGで東日本大震災 被災地支援競走となったのは笹川賞競走とグランドチャンピオン決定戦競走の2つで共に総売上げの一割を被災地に送った。この後のオーシャンカップ競走・モーターボート記念競走・全日本選手権競走・チャレンジカップ競走そして賞金王決定戦競走迄の2011年開催の全てのSGは一部のファンからは東日本大震災被災地支援競走と言われこの年の全てのSG競走は事実上の東日本チャリティー大会となった。SGの一つ下のGIも名人戦を東日本大震災 被災地支援競走として総売上げの一割を被災地に送った。
- 2011年4月1日から6月30日まで開催されるボートレース場にて、「東日本大震災被災地支援競走」というテーマを付けて開催、売上金の一部を義援金として拠出。

### オートレース
- 伊勢崎オートレース場と船橋オートレース場が被災。3月12日以降、4月13日まで全場開催中止。
  - 2011年5月より全場再開。
- 2011年4月14日以後に開催される開催より、当面「東日本大震災被災地支援オートレース」というテーマを付けて開催し、売上金の一部を義援金として拠出。

## その他の災害

### 新潟県中越地震

#### 競輪
- 2005年5月21日と22日の両日に松戸競輪場で開催された、全日本プロ選手権自転車競技大会記念競輪のサブタイトルに「新潟県中越地震復興支援」がつけられた。

### 平成28年熊本地震
平成28年熊本地震では熊本競輪場が被災。被害の度合いが酷く、地震以降の本場開催は休止が続いているが、2024年7月20日からのFI戦で本場開催を再開した。

#### 中央競馬
- 競馬場・WINSに募金箱を設置。第2回小倉競馬の売上げの一部1億円を熊本県に支援。そのほか日本中央競馬会、日本馬主協会連合会、日本調教師会、日本騎手クラブ、九州馬主協会から義援金。[4]

#### 地方競馬
- 岩手県競馬組合（水沢・盛岡競馬）

　5月1日～5月4日の4日間合計8競走売上の売得金額の1％相当を義援金とする「熊本地震被災者支援競走」を実施。競馬場・場外発売所での募金並びに職員の募金
　とともに、日本赤十字社を通じ被災地に寄付。
- 特別区競馬組合（大井競馬）

　4月22日第11競走アルクツールス賞の売得金1％を場内での募金と合わせ、義援金として日本赤十字社を通じて被災地に寄付。
- 千葉県競馬組合（船橋競馬）

　5月4日第9競走を「熊本地震被災者支援競走」とし売得金の5％を日本赤十字社を通じて被災地に寄付。あわせて場内への募金箱設置、船橋競馬騎手によるグッズ
　販売およびかしわ記念騎乗予定騎手の出品によるチャリティーオークションを実施を行いその収益を寄付。
- 神奈川県川崎競馬組合（川崎競馬）

　5月9日第8競走を「熊本地震被災者支援競走」として実施し売得金の5％を「熊本地震かながわキンタロウ募金」を通じて被災地に寄付。あわせて募金箱の設置、
　神奈川県川崎競馬所属騎手による募金活動を実施。
- 石川県競馬事業局、金沢市（金沢競馬）

　5月15日、5月17日の計4競走を「熊本地震被災者支援競走」として実施し、売得額の1％を義援金として寄付。あわせて募金箱の設置、金沢競馬所属騎手による
　募金活動を実施。
- 高知県競馬組合（高知競馬）

　5月1日、5月7日、5月8日のメインレースを「熊本地震被災地支援　共にがんばろう特別」として実施し、売得金1％を高知県が募る義援金に寄付。あわせて場内に
　募金箱を設置、5月4日に高知けいば所属騎手によるチャリティオークションの売上もあわせて義援金としのて寄付。
- 佐賀県競馬組合（佐賀競馬）

4月23日～5月1日の4日間それぞれの第5競走の収益金（売得金から払戻金と開催費を除いた額）全額を被災地へ寄付する「熊本地震被災者応援競走」を実施。
また競馬場・場外発売所計3か所に募金箱を設置、佐賀競馬所属騎手による募金活動を実施し、あわせて中央共同募金会を通じて被災地に寄付。

#### 競輪
- 2016年4月30日から5月5日まで静岡競輪場で開催された第70回日本選手権競輪のサブタイトルに「平成28年熊本地震被災地支援競輪」がつけられ、以降2017年6月までのグレードレースなどは「平成28年熊本地震被災地支援競輪」として開催されていた。

- また2016年7月から2017年6月の開設記念競輪最終日において、さらに1つのレースが追加できる番組構成の時には、単発式競走として「熊本地震災害復興支援レース」を実施[11]していた。

#### オートレース
- 2016年6月から2017年3月まで、全てのグレードレースを「平成28年熊本地震被災地支援オートレース」として開催していた[12]。

### 令和6年能登半島地震

#### 競輪
- 2024年2月から7月[注釈 5]の一部の開催にて、「令和6年能登半島地震復興支援競輪」として開催された[13]。